# Hasis

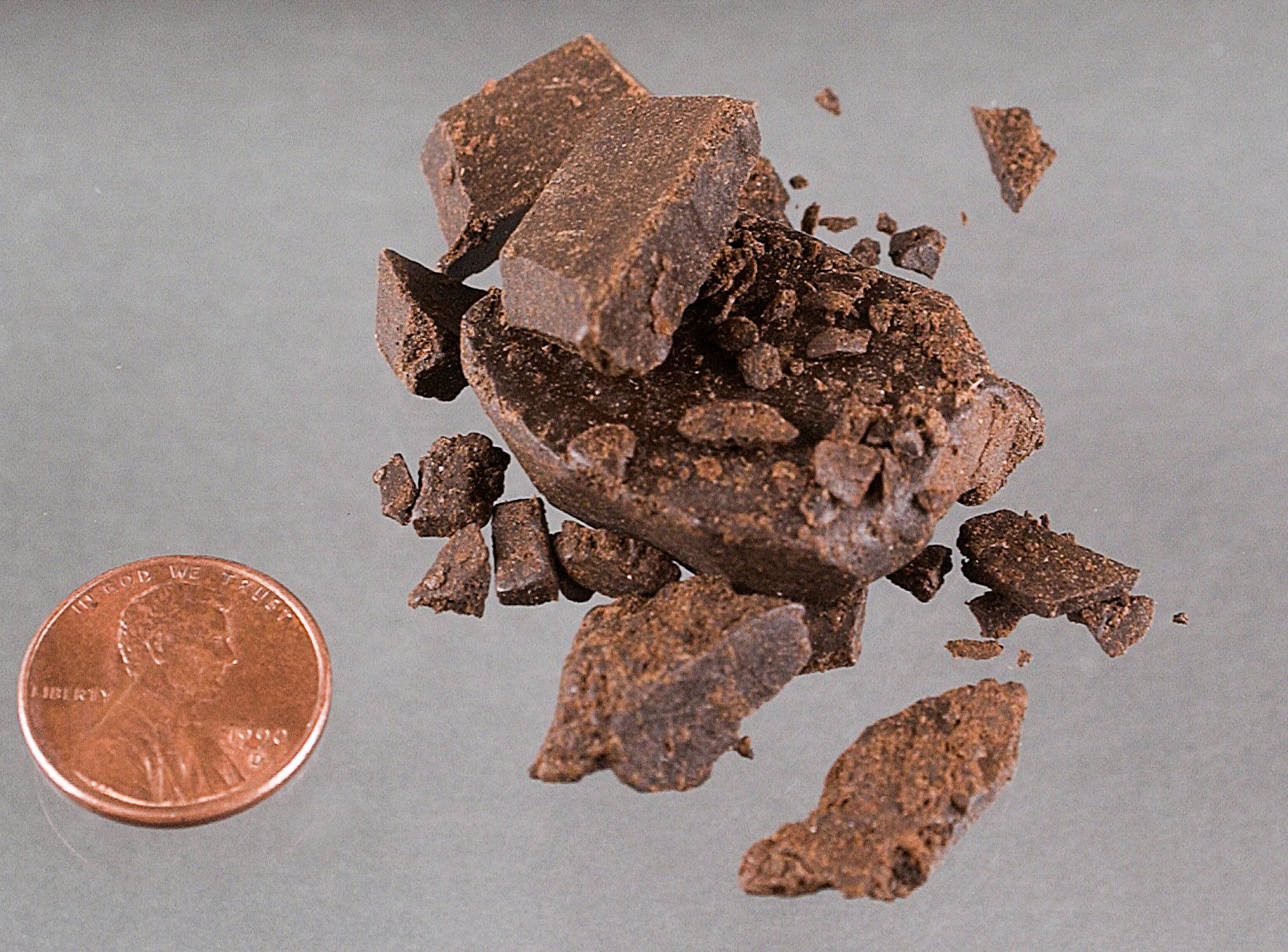

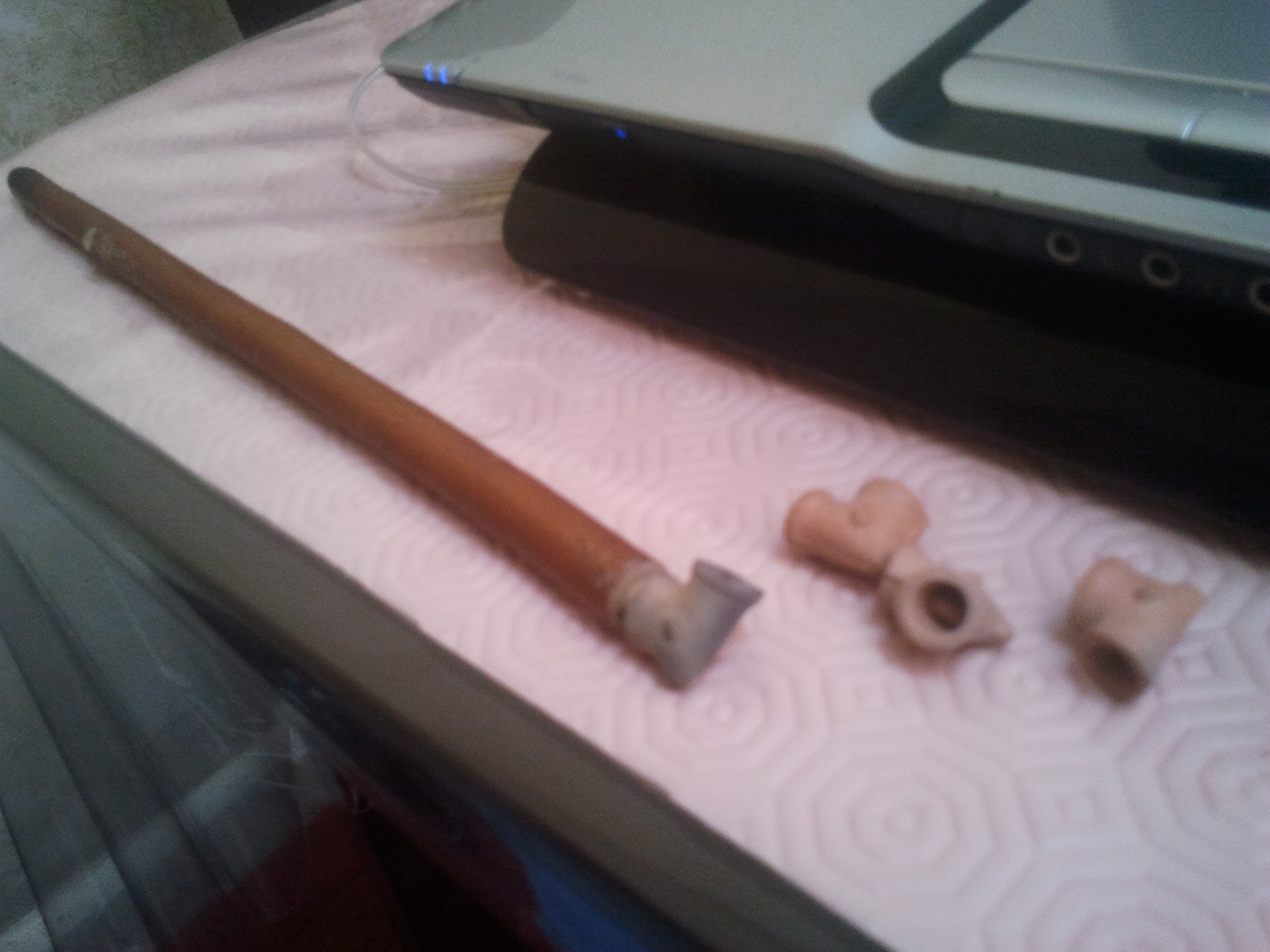
Sebsi (Marokkó)

A hasis (arab: حشيش ḥašīš, szó szerint: fű) a kender (Cannabis sativa) gyantájából  készült, a marihuánánál potensebb kábítószer. A hasist jellemzően dohánnyal keverve, cigarettában vagy pipában fogyasztják. Kevésbé jellemző, de a légutak számára kíméletesebb módszer a párologtatás vaporizátorral. Ezen felül a hasis zsiradékban vagy alkoholban oldva az emésztőrendszeren keresztül is bevihető a szervezetbe.
A női kendernövény mirigyei (trichoma) és az azok által termelt gyanta tartalmazza a legtöbb pszichoaktív hatóanyagot. Ezeket a növénytől elválasztva, majd összepréselve kapható a hasisnak nevezett készítmény.
Az elválasztás egy sűrű szövésű szita segítségével is történhet, egyszerű rostálással. A hasis minősége részben attól függ, hogy milyen sűrű a szita szövése, és hogy milyen méretű a kender gyantamirigye, ugyanis ez fajtánként eltérhet. Az ilyen célra használt szita általában 25-220 mikronos lyukakkal rendelkezik, ezek minél nagyobbak, annál több növényi törmelék kerülhet a végtermékbe, ami miatt rosszabb minőségű, gyengébb, zöldebb lesz.[forrás?]

## Termelés

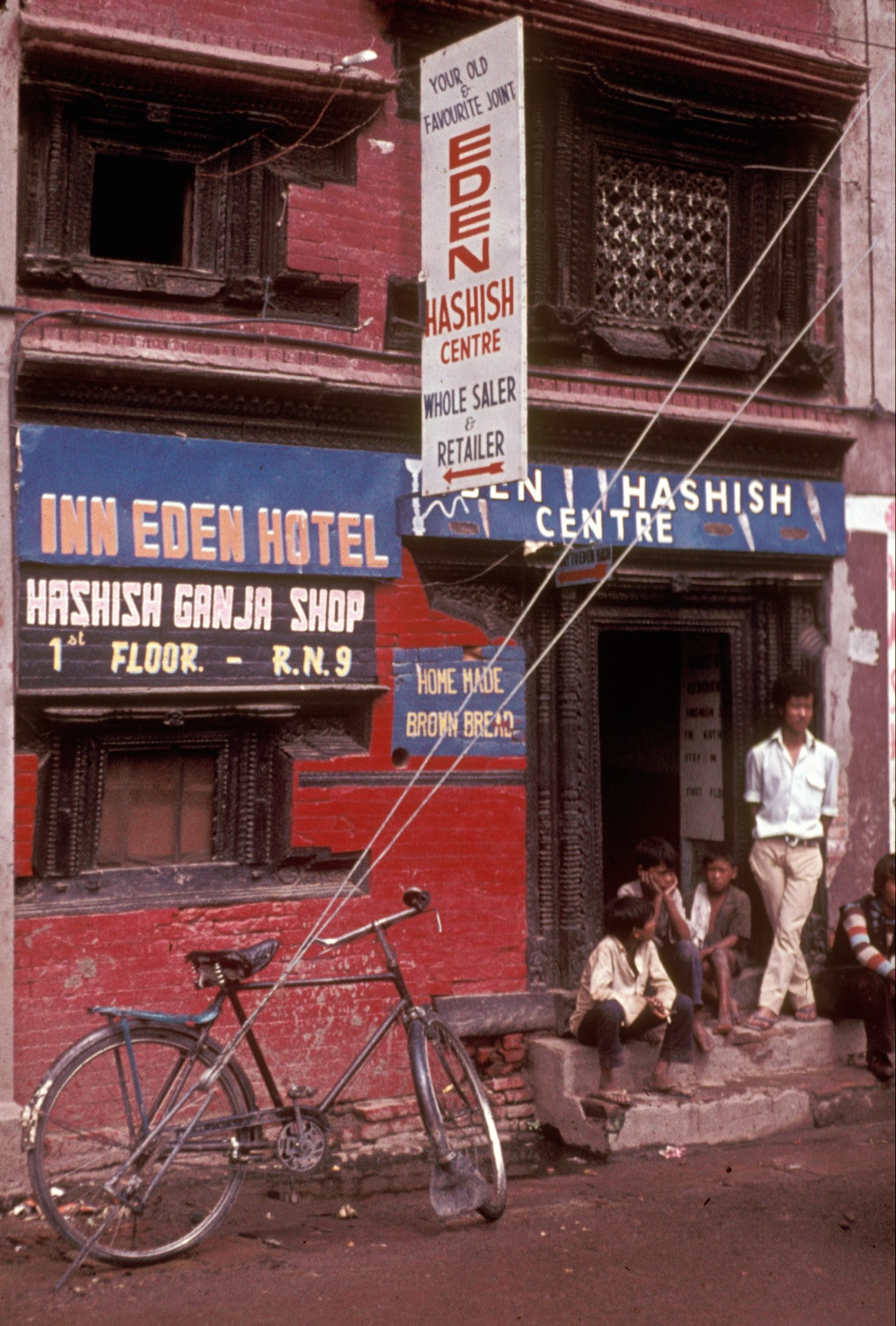
Egy (a fotó készítésekor) legális hasisbolt Katmanduban, 1973-ban

A hasist sivatagos körülmények között termelik. A fő hasistermelő országok Afganisztán, Pakisztán, Nepál, Marokkó, Egyiptom és India.
Marokkóban a Rif-hegység a hasistermelés központja.

## Törvények
Magyarországon a kenderszármazékok termelését és birtoklását törvény tiltja, ugyanakkor a Büntetőtörvénykönyv különbséget tesz a kereskedői és a fogyasztói magatartás között, 283. § (1) bek. (a) pont kimondja, hogy „Nem büntethető kábítószerrel visszaélés miatt, aki csekély mennyiségű kábítószert saját használatra termeszt, előállít, megszerez vagy tart”, „…feltéve, ha az első fokú ítélet meghozataláig okirattal igazolja, hogy legalább hat hónapig folyamatos, kábítószer-függőséget gyógyító kezelésben, kábítószer-használatot kezelő más ellátásban részesült, vagy megelőző-felvilágosító szolgáltatáson vett részt.”. A törvény a csekély mennyiséget 1 gramm hatóanyagban határozza meg, a hatóanyag tartalom pedig jellemzően 3–20% tartományban mozog.

## Külső hivatkozások
- Drogriporter.hu
- A kábítószerrel visszaélés szabályainak értelmezése a Fővárosi Bíróság honlapján